# Kościół Wniebowzięcia Najświętszej Maryi Panny w Birkirkarze
Kościół parafialny Najświętszej Maryi Panny (malt. Il-Knisja ta' Santa Marija, ang. Parish Church of Saint Mary), znany popularnie jako il-Knisja l-Qadima (Stary kościół) – rzymskokatolicki kościół parafialny w Birkirkarze na Malcie pod wezwaniem Wniebowzięcia Najświętszej Maryi Panny. Zbudowany został w XVII wieku, jego projekt w stylu renesansowym przypisywany jest architektom Vittoriu Cassarowi i Tommasowi Dinglemu.
Kościół przestał być używany w XVIII wieku, kiedy siedziba parafii przeniesiona została do bazyliki św. Heleny. Jego dach i kopuła zawaliły się w XIX wieku, kościół popadł w ruinę. W drugiej połowie XX wieku został odrestaurowany. W roku 2005 ponownie został kościołem parafialnym.

## Historia
Kościół ulokowany jest poza historycznym centrum Birkirkary, zbudowany został na wzgórzu, aby być chronionym przed atakami korsarzy, tak częstymi w tamtym czasie. W okresie średniowiecznym na tym samym miejscu istniał kościół pod wezwaniem Wniebowzięcia MNP i św. Heleny. W jego otoczeniu był cmentarz z dwoma małymi kapliczkami.

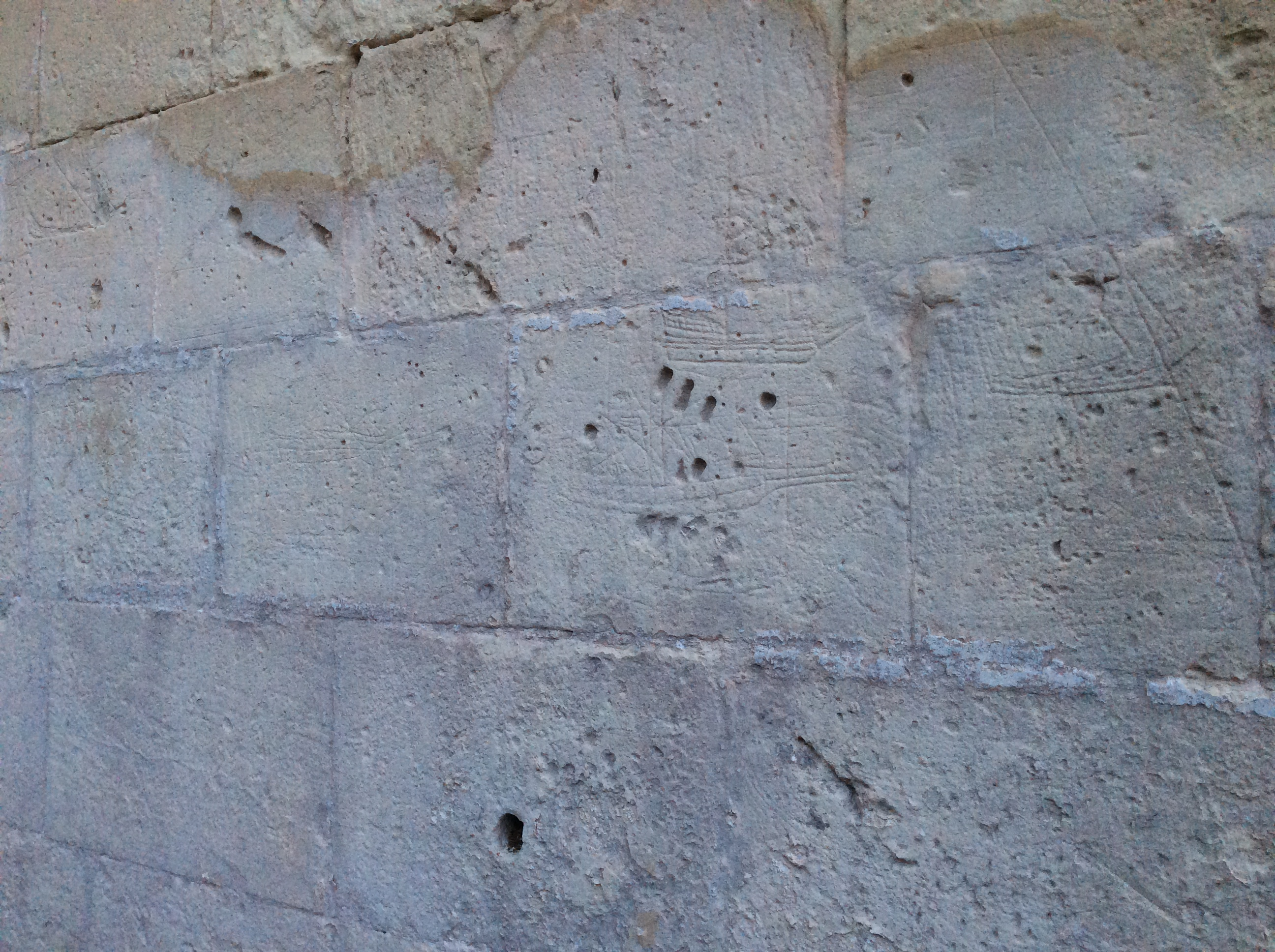
Graffiti po boku fasady, datowane na okres Joannitów

Budowę aktualnego kościoła rozpoczęto na początku XVII wieku, prawdopodobnie w roku 1615 lub 1616. Prace przy kościele kontynuowane były przez następne dziesięciolecia, w roku 1646 wnętrze było prawie skończone. Kopuła została zbudowana około roku 1656, żaś dzwonnica około 1679.

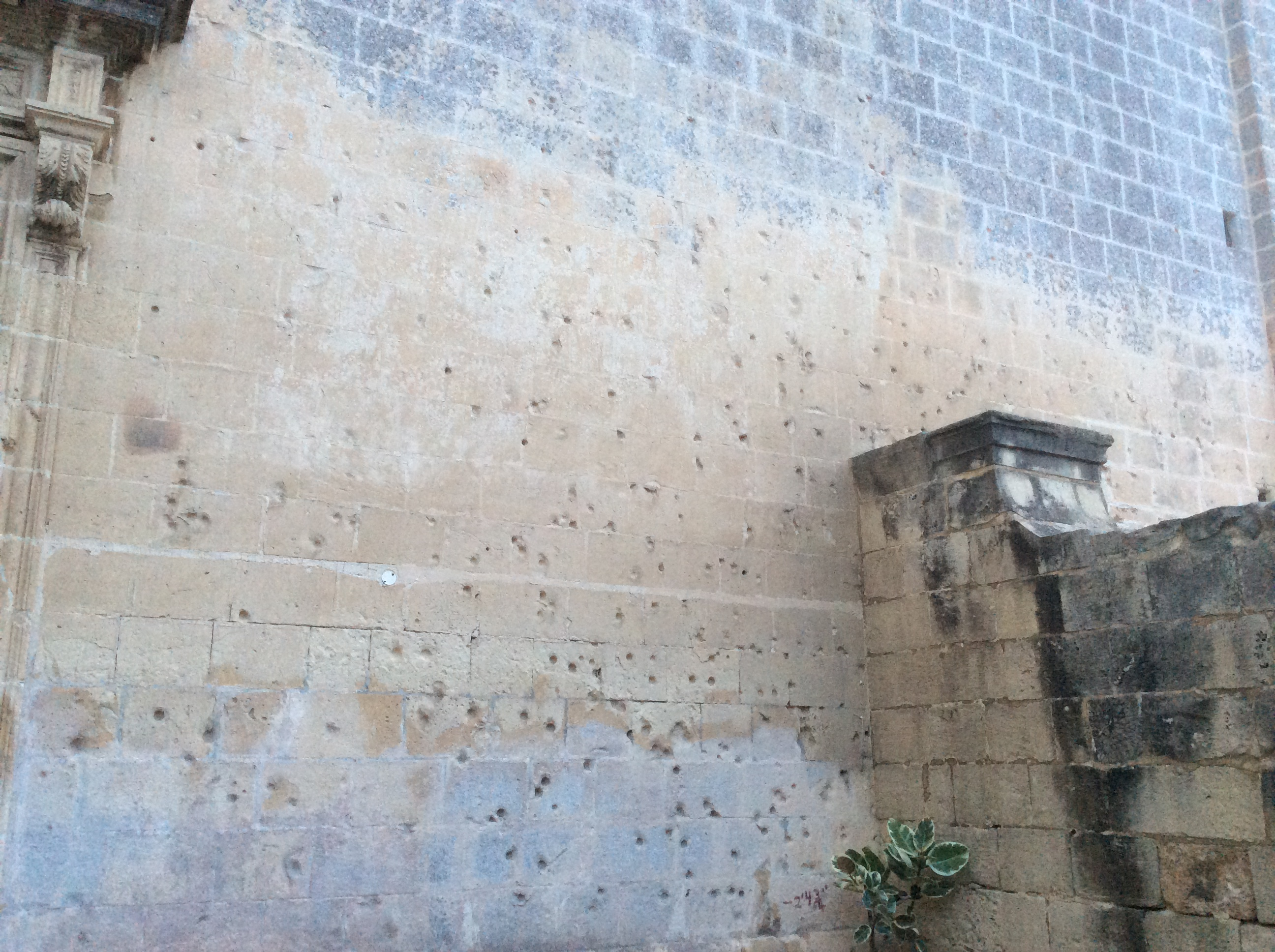
Ślady pocisków z boku kościoła, pochodzące z okresu francuskiej okupacji Malty

Kościół przestał być używany pod koniec XVIII wieku, po poświęceniu bazyliki św. Heleny w roku 1782. Biskup Vincenzo Labini odwiedził kościół w roku 1787 i zastał go w opłakanym stanie, z dachem bliskim zawalenia. Drzwi i okna kościoła zostały zaryglowane, był on używany jedynie do pogrzebów. Część dachu runęła około roku 1830, zaś kopuła i pozostała część dachu zostały zniszczone przez trzęsienie ziemi 24 czerwca 1856 roku. W roku 1894 dzwonnica groziła zawaleniem.
Pierwszy komitet do odnowienia kościoła powstał 3 grudnia 1910 roku. Odnowa kościoła faktycznie rozpoczęła się 7 października 1969 roku, sufit nawy został odbudowany w roku 1972. Prace były kontynuowane przez następne dziesięciolecia, do lat 90. XX wieku, jednak odbudowa wciąż nie jest zakończona. Kościół powtórnie został siedzibą parafii w roku 2005. Jest teraz jedną z trzech parafii w Birkirkara, pozostałe to parafia św. Heleny oraz parafia św. Józefa Robotnika.
W tej chwili w budynku kościoła występują pewne problemy natury strukturalnej, na jego ścianach wystąpiło kilka pęknięć. Jednakże uważa się, że ryzyko zawalenia jest odległe.
Kościół zaliczony jest do zabytków narodowych 1. klasy, jest również umieszczony na liście National Inventory of the Cultural Property of the Maltese Islands.

## Architektura kościoła

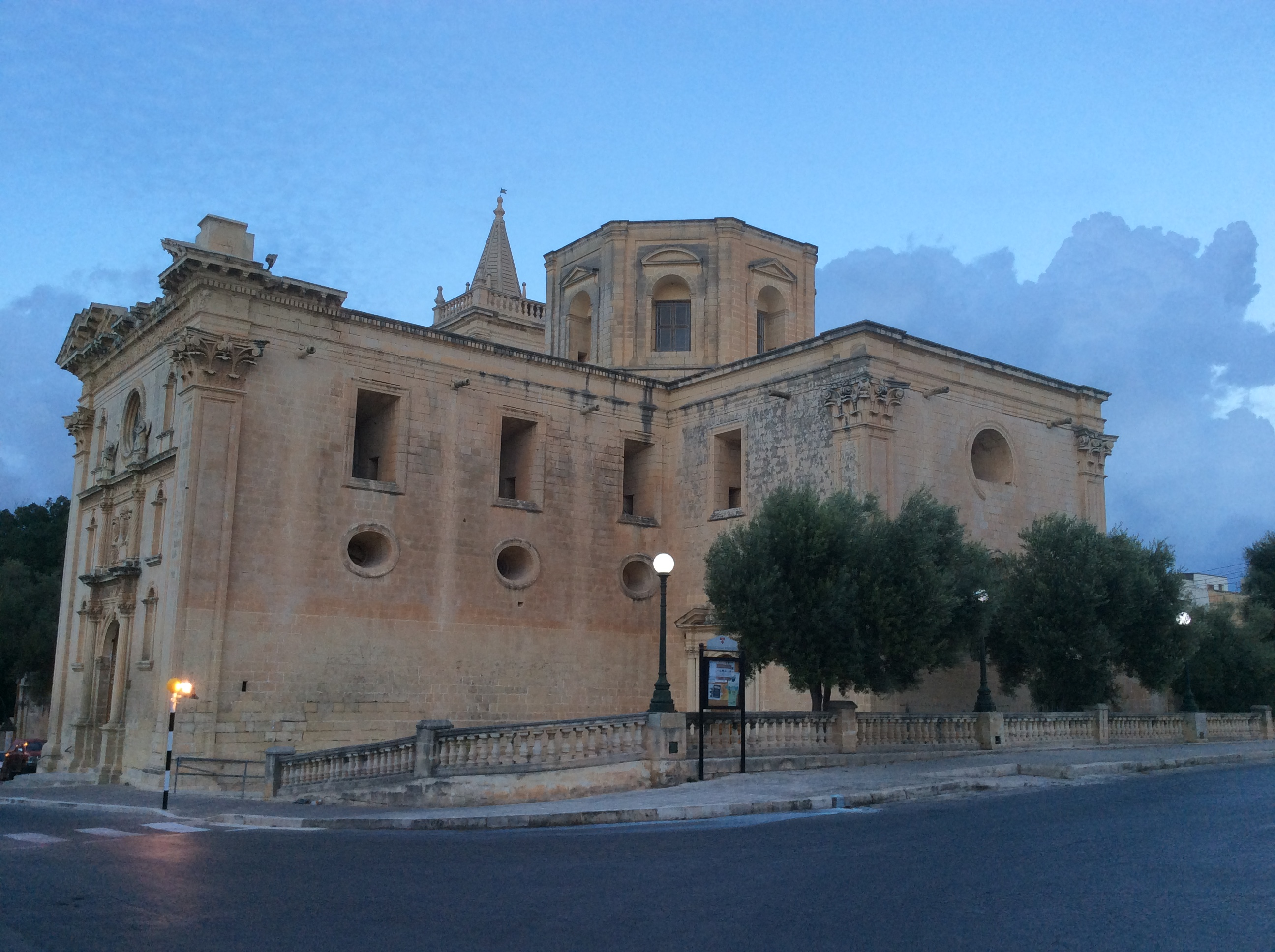
Widok kościoła z boku

Kościół parafialny pw. Wniebowzięcia Matki Bożej w Birkirkara jest przykładem architektury renesansowej. Projekt budynku jest powszechnie przypisywany architektom Vittorio Cassarowi i Tommaso Dingli. Nie ma udokumentowanych dowodów na udział Cassara w pracach projektowych, jest to podawane w wątpliwość, gdyż w momencie rozpoczęcia prac przy kościele Cassar już nie żył od kilku lat, natomiast udział Dingli'ego jest dobrze udokumentowany.
Fasada kościoła ma po bokach korynckie pilastry, a w segmencie centralnym znajdują się główne drzwi, oskrzydlone przez kolumny. Drzwi są zwieńczone pięcioma tarczami herbowymi z herbami m.in. króla Hiszpanii Filipa II, Wielkiego Mistrza Alofa de Wignacourt, biskupa Baldassare Cagliaresa oraz proboszcza parafii Don Filippo Borga. Elementy kamieniarskie wokół drzwi oraz tarcze herbowe są bardzo ozdobne, jest to prawdopodobnie wpływ hiszpańskiego stylu plateresco. W każdym z zewnętrznych segmentów fasady znajdują się trzy puste nisze.
Wnętrze kościoła jest bogato zdobione, z rzeźbami tworzącymi integralną część budowli.